# Meridiastra medius
Meridiastra medius is een zeester uit de familie Asterinidae.
De wetenschappelijke naam van de soort werd in 2003 gepubliceerd door O'Loughlin, Waters & Roy.